# 군위영천휴게소
군위영천휴게소(Gunwi Yeongcheon)은 대구광역시 군위군 산성면 백학리에 위치한 영천상주고속도로의 고속도로 휴게소이다. 영천방향에만 휴게소가 존재한다. 주소는 영천방향의 경우 대구광역시 군위군 백학면 치산효령로 865-43이다.

## 시설
- 주차장
- 화장실
- 식당
- 수유실
- 브랜드매장: 파스쿠치, 탐앤탐스
- 매점
- 현금 자동 입출금기
- 전기차 충전소
- 정유소 : SK에너지
- LPG충전소 : SK에너지

## 전후
- 동군위 나들목 ← 군위영천휴게소 ← 신녕 나들목
- 삼국유사군위휴게소 ← 군위영천휴게소 ← 신녕 나들목